# 中華人民共和国の軍事予算

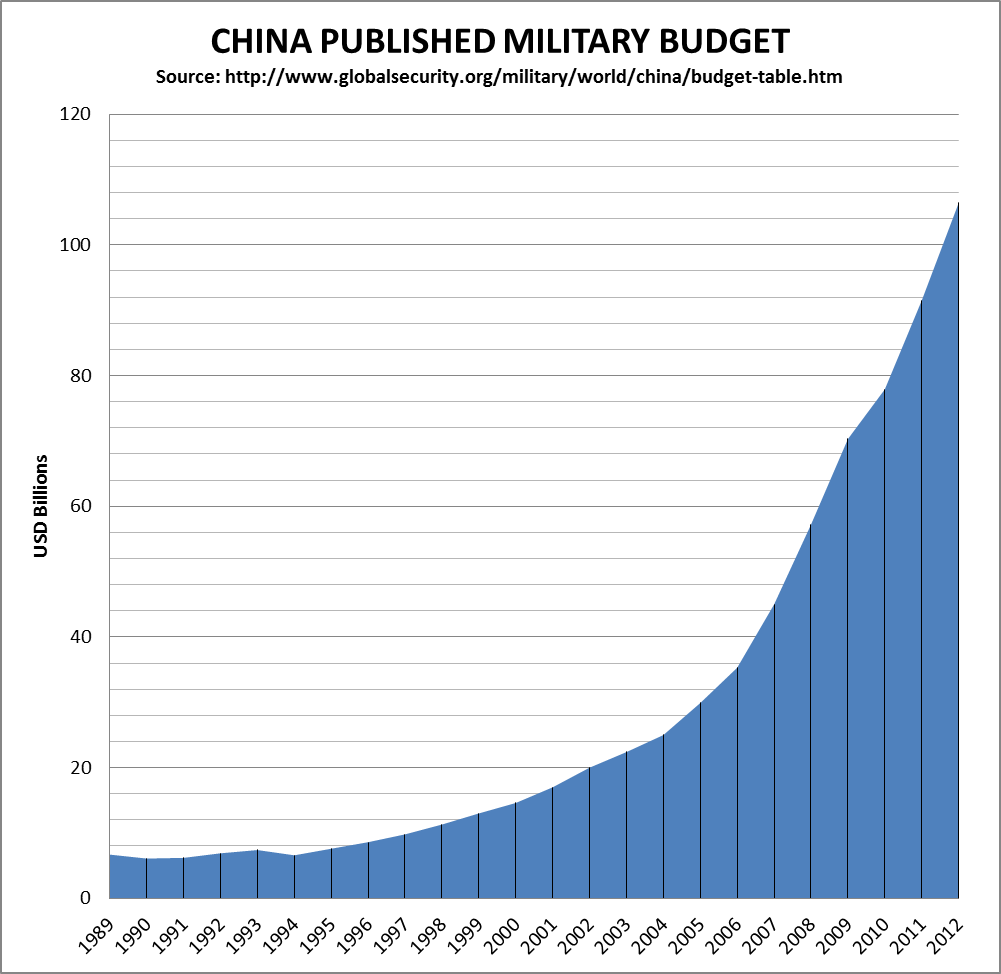
中国の軍事予算（単位10億ドル）、1989-2012年。

中国の軍事予算のGNPに対するパーセンテージ。

中華人民共和国の軍事予算（ちゅうかじんみんきょうわこくのぐんじよさん）は、中華人民共和国（以下中国）の予算のうち中国人民解放軍の費用にあてられた部分を言う。この軍事費は、被雇用者の給与と訓練費用、装備・施設の維持管理、新規・継続の作戦の費用、そして新しい兵器・装備・車両の調達の資金となる。中国は毎年3月、年度国家予算の一部として、軍事予算の総額だけを公表している。
2016年、中国政府の公式発表による防衛支出額は1460億ドルで、2014年度予算での1310億ドルから11 %増えた。これによって中国の軍事予算はアメリカ合衆国に続く世界で第二位となった。ストックホルム国際平和研究所（SIPRI）によれば、中国は2014年から2018年の期間において世界で第5位の主要兵器輸出国であり、その金額は2010年から2014年の期間に比べて2.7 %増えた。中国は2014年から2018年の期間に主要兵器を53か国に供給した。最大の輸出先はパキスタンで37 %を占め、残りは1国あたりの額は少ないものの多彩な国に輸出されている。

## 公式な発表
中国政府は毎年3月に、全国人民代表大会において国内保安部隊と人民解放軍についての予算を発表する。
- 2014年:予算の公表額は1916億ドルであった。[2]
- 2015年:予算の公表額は1410億ドルであった。[5]同時に、中国政府は2015年の中国経済の成長率を7 %と推定した。[6]
- 2016年:予算の公表額は9543.5億元（約1470億ドル）であった。これは前年の推定額よりも6から7 %高くなった。[7]
- 2018年:予算の公表額は1兆1,100億元（約1750億ドル）であった。前年度比8.1 %増である。[8]これは3年間で最大の伸び率であった。[9]
- 2019年:予算の公表額は1兆1,900億元（約1750億ドル）であった。前年度比7.5 %増である。
- 2020年:予算は1兆2,700億元（約1780億ドル）に達する見込み。前年度比6.6 %増である。[10]

## 非公式の推定
外部による非公式の推定額は、中国政府の発表よりも大きいが、推定する組織によって異なる傾向がある。
多数の国際的な研究機関が、同じ期間について中国の軍事支出を推定した最初の年は2003年であった。当時の為替レートで換算すると、SIPRI、RAND、CIA、DIAによる推定額は300億から650億ドルの間であった。購買力平価、つまり支出額の相対的な購買力ベースで比較すると、SIPRIの推定額は1400億ドル相当であった。このとき中国政府の公表した予算額は250億ドル以下であった。
2003年のランド研究所による推定額は、公式発表な数字より高かったが、DoDの計算よりは低かった。この計算では、2003年の中国の防衛支出額は推定の中間値において380億ドル、つまり中国のGDPの2.3 %になると推定していた。この年、公式発表額は224億ドルであった。これでも中国の軍事支出は1997年から2003年の期間に倍増しており、イギリスや日本の水準に近づいていた。そして2003年から2005年までの間にも毎年10 %以上伸び続けた。
2010年、アメリカ国防総省が議会に提出する中国の軍事力に関する年次報告書は、2009年の中国の実際の軍事支出を1,500億ドルと推定した。この年、SIPRIの推定は1,000億ドルで、公式発表よりは高かったが、国防総省の推定よりは低かった。
2011年の国際戦略研究所の報告は、今の支出増の傾向が継続するなら、中国は今後15年から20年でアメリカ合衆国と軍事的な対等状態を達成するだろうと述べている。
2012年のJane's Defence Forecastは、中国の防衛予算は、2011年から2015年の間に、1198億ドルから2382億ドルまで増加すると推定している。これは他のアジア主要国の防衛予算の合計よりも大きくなる。2013年のアメリカ合衆国の推定防衛予算5254億ドルよりはまだ少ないが、アメリカの防衛支出はわずかに減少傾向である。
2017年に、雑誌ポピュラーメカニクスは、中国の年間軍事支出は2,000億ドル以上、そのGDPの約2 %にあたると推定した。
2019年、西オーストラリア大学教授のピーター・ロバートソン（英: Peter Robertson）は、購買力平価ではなく通常の為替レートで計算してきたため中国の軍事能力を大きく過少評価してきたと主張し、購買力平価で計算すると中国の実際の軍事支出はアメリカ合衆国と同等の4550億ドル相当だと主張した。

## 他国との比較
| 国または地域 | 公式予算（2014） | IHS   | IISS  | SIPRI |
| ------------ | ---------------- | ----- | ----- | ----- |
| アメリカ     | 575              | 582.4 | 600.4 | 682.5 |
| イギリス     | 56.9             | 58.9  | 57    | 60.8  |
| インド       | 40               |       |       |       |
| 中国         | 131              | 139.2 | 122.2 | 166.1 |
| 日本         | 47               | 56.8  | 51    | 59.3  |
| ロシア       | 69.3             | 68.9  | 68.2  | 90.7  |

### ウェブサイト
- Apps, Peter (Tue Mar 8, 2011), “East-West military gap rapidly shurinking: report”, Reuters
- Branigan, Tania. “China targets 7.5% growth and declares war on pollution”.   Guardian. 2014年3月5日閲覧。
- Kazak, Sergey. “Russia to Up Nuclear Weapons Spending 50% by 2016”.   RIA Novosti. 2014年3月1日閲覧。
- Krishnan, Raju Gopala (Thu Feb 16, 2012), “AIRSHOW - Fighters, radar, marine patroles top Asia's military wish-list”, Reuters
- Pike, John. “China Military Spending / Budget”. globalsecurity.org. 2015年3月25日閲覧。
- Robertson, Peter. “China's military might is much closer to the US than you probably think” (英語). The Conversation. 2020年1月26日閲覧。
- Zmirak, John, “China Is 'Arming Faster than Hitler Was Arming in the Thirties'”, Breithart News
- CSIS (2016年4月19日). “What does China really spend on its military?”.   ChinaPower, CSIS. 2016年4月21日閲覧。
- IHS2. “Global Defence Budgets Overall to Rise for First Time in Five Years - four of the Five fastest growing defence markets in 2013 ware in the Middle East; Russia grabs third place from Japan and the UK”.   IHS inc.. 2014年3月2日閲覧。
- PopularMechanics (2017年2月16日). “China's Military Power Nears "Parity" With the West Report Says”. Popular Mechanics. 2017年2月17日閲覧。
- RAND, Modernizing China's MilitaryOpportunities and Constraints
- Reuters1 (2015年3月5日). “China to Raise defence budget 10.1 pct this year in high-tech drive”.   Reuters. 2015年3月5日閲覧。
- SIPRI, Trends in international arms transfers, 2018 | SIPRI
- SIPRI2. “The 15 major spender contries in 2011 (table)”. sipri.org. 2010年3月28日時点のオリジナルよりアーカイブ。2015年3月25日閲覧。
- SIPRI3. “SIPRI Military Expenditure Database”.   Stockholm International Peace Research Institute. 2014年2月8日時点のオリジナルよりアーカイブ。2014年3月2日閲覧。
- Xinhua. “China to increase 2018 defense budget by 8.1 percent - Xinhua | English.news.cn”. www.xinhuanet.com. 2018年3月6日閲覧。

#### アメリカ合衆国国防総省
- DoD1, pg 26
- DoD2. “Office of the Securetary of Defense - Annual Report to Congress: Military Power of the People's Republic of China 2010” (PDF). 2015年3月20日時点のオリジナルよりアーカイブ。2015年4月21日閲覧。
- DoD3. “United States Department of Defense, Under Secretary of Defense (Comptroller)”. 2014年5月3日閲覧。

#### 防衛省
- 防衛省. “Plan for Defense programs and Budgets of Japan Ministry of Defense Overview of FY2014 Budget” (PDF).   Japanese Ministry of Defense. 2014年3月2日時点のオリジナルよりアーカイブ。2014年3月3日閲覧。

### 新聞
- Marcus, Johnathan (2014年2月5日). “Military spending: Balance tipping towards China”. BBC 2014年3月2日閲覧。{{cite news}}:  CS1メンテナンス: ref=harv (カテゴリ)
- Porter, Henry (2013年2月3日). “What budget for defence? First let's work out Britain's place in the world”. Guardian 2014年3月2日閲覧。{{cite news}}:  CS1メンテナンス: ref=harv (カテゴリ)
- Reuters2 (2015年3月5日). “China aims for around seven percent economic growth in 2015: Premier Li”. Reuters 2015年3月5日閲覧。 {{cite news}}: |last=に無意味な名前が入力されています。 (説明)CS1メンテナンス: ref=harv (カテゴリ) CS1メンテナンス: 数字を含む名前/author (カテゴリ)⚠
- Reuters (2016年3月5日). “China says defense spending pace to slow, to improve intelligence”. Reuters 2016年3月5日閲覧。 {{cite news}}: |last=に無意味な名前が入力されています。 (説明)CS1メンテナンス: ref=harv (カテゴリ)⚠
- Reuters (2018年3月5日). “China boosts defense spending, raftling its neighbors' nerves”. Reuters 2018年3月6日閲覧。 {{cite news}}: |last=に無意味な名前が入力されています。 (説明)CS1メンテナンス: ref=harv (カテゴリ)⚠